# Bella Schlesinger
Bella Schlesinger, hebräisch בלה שלזינגר, auch Olkenitzki (geboren als Bella Olkienicka russisch Белла Олкиника 18. Mai 1898 in Wilna, Russisches Kaiserreich; gestorben unbekannt), war eine russisch-israelische Sozialarbeiterin in Deutschland, Palästina und Israel.

## Leben
Bella Olkienicka war eine Tochter des Kaufmanns Avraham-Menashe Olkienicki (1871–1938) und der Miriam-Jenta Lifschitz (1876–1943). Sie hatte die Geschwister Fanny (1899–1943) und Zwi-Hirsch (1906–1944), die wie die Mutter von den Deutschen ermordet wurden, und die Schwester Anna (1908), die sich mit ihrer Familie retten konnte.
Olkienicka studierte 1918/19 an der Universität Charkiw und unter dem eingedeutschten Namen Bella Olkenitzki von 1919 bis 1921 am Seminar für Wohlfahrtspflege in München und in Berlin, sowie von 1920 bis 1923 an der Universität Berlin und von 1923 bis 1925 an der Universität Jena und schloss das Studium mit der Promotion ab. Im Jahr 1925 war sie beim Wohlfahrtsamt der Jüdischen Gemeinde Berlin beschäftigt. 1926 heiratete sie den gleichaltrigen promovierten Volkswirt Jacques Schlesinger, der aus Riga nach Berlin gekommen war. In dem Jahr wechselte sie in eine leitende Tätigkeit in der Zentralwohlfahrtsstelle der Juden in Deutschland. Sie gab einen Führer durch die Institutionen der jüdischen Wohlfahrtspflege heraus und veröffentlichte sozialpolitische Analysen in Fachzeitschriften.

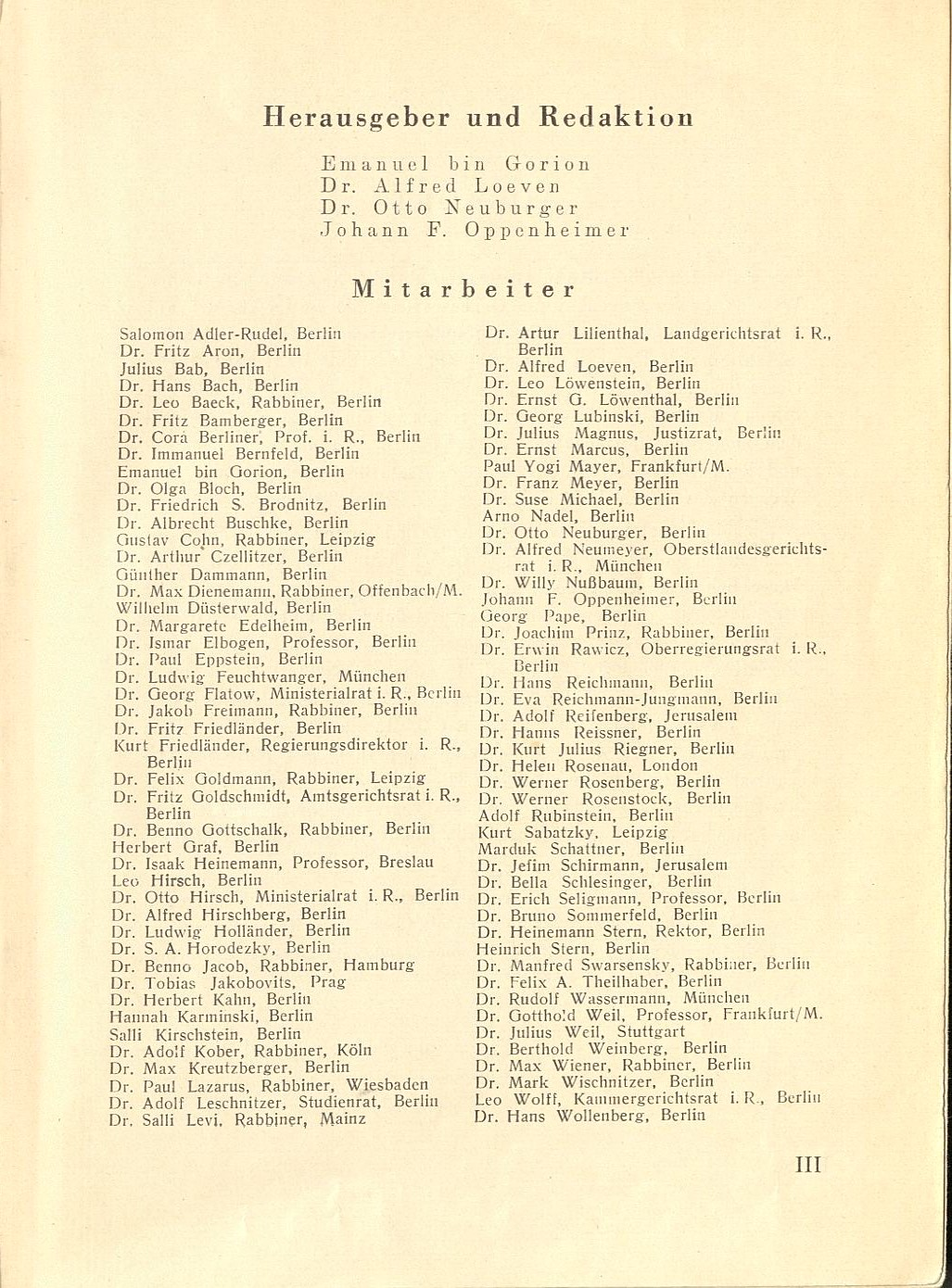
Bella Schlesinger als Mitarbeiterin im Philo-Lexikon (1935)

Nach der Machtübergabe an die Nationalsozialisten wurde Schlesinger 1934 Mitgründerin des Jüdischen Seminars für Kindergärtnerinnen und Hortnerinnen in Berlin. Sie schrieb Lexikonartikel für das in erster Ausgabe 1934 erscheinende Philo-Lexikon.
Im Jahr 1936 emigrierte Schlesinger nach Palästina. Sie arbeitete 1937/38 beim Generalsekretariat der Women’s International Zionist Organisation (WIZO) und ab 1939 beim Wohlfahrtsamt der Stadtverwaltung Tel Aviv und rückte dort zur stellvertretenden Direktorin auf. Sie gründete 1951 in Tel Aviv eine Schule für Wohlfahrtspflege, die sie bis 1958 leitete, als sie die Leitung der Tel Aviver Filiale der aus Versailles nach Jerusalem umgezogenen Paul Baerwald School übernahm.

## Schriften (Auswahl)
- Bella Olkenitzki: Kleinkinderfürsorge der Stadt Berlin. Dissertation, Thüringische Landesuniversität Jena, 1925 (ms)
- Führer durch die Jüdische Gemeindeverwaltung und Wohlfahrtspflege in Deutschland. 1928. Neuausgabe 1932
- Le Service Social en France. 1950
- (Hrsg.): Directory of Rehabilitation Services in Israel. 1966